# Allan Boesak
Allan Boesak (Kakamas (Noord-Kaap), 23 februari 1946) is een Zuid-Afrikaans predikant, politicus, veroordeeld fraudeur en vooraanstaand voormalig activist tegen apartheid. Hij is schrijver van verschillende theologische en politieke boeken. Van 1982 tot 1991 was hij voorzitter van de Wereldbond van Hervormde/Gereformeerde Kerken.

## Levensloop
Boesak werd geboren uit christelijke ouders die gerekend werden tot kleurlingen, ofwel van gemengde Europese en Afrikaanse komaf waren.
Al van jongs af wilde hij predikant worden en op zijn zeventiende begon hij zijn studie in theologie aan de Universiteit van Wes-Kaapland. Gefrustreerd door de houding van de blanke leraren op deze universiteit voor kleurlingen liet hij zich overhalen naar de Nederduitse Gereformeerde Sendingkerk te komen, een Zuid-Afrikaanse tak van de Nederlandse Hervormde Kerk. Beyers Naudé was een van de belangrijkste predikanten van deze kerk en weliswaar ook een blanke predikant, doch verstoten vanwege de stellingname die hij innam tegen apartheid.
In 1967 slaagde hij aan het theologische seminarie van Bellville en in 1968 werd hij beroepen tot predikant in de hervormde kerk. Drie jaar lang werkte hij als dominee in Paarl.
Van 1970 tot en met 1976 vertrok hij voor studie naar Kampen, Nederland, en naar New York in de VS waar hij zijn doctoraat behaalde. Zijn proefschrift, Farewell to Innocence: A Socio-Ethical Study on Black Theology and Black Power, verscheen in 1977 in boekvorm. Hij schreef ook verschillende andere boeken die in het Nederlands zijn verschenen.
Bij terugkeer werd hij dominee in Kaapstad Bellville Zuid. Verder werd hij als politiek activist actief, door zich tegen apartheid te verzetten in onder meer zijn preken. Daarnaast werd hij lid van het Afrikaans Nationaal Congres (ANC) dat sinds 1961 was verboden en na de afschaffing van de apartheid de grootste politieke partij van Zuid-Afrika zou worden.
In 1982 werd hij unaniem gekozen tot voorzitter van de Wereldbond van Hervormde/Gereformeerde Kerken, een functie die hij uitoefende tot en met 1991. In zijn eerste jaar drong hij er bij de leden van de Wereldbond op aan, apartheid uit te roepen tot ketterij en de Zuid-Afrikaanse kerken te verstoten uit de Wereldbond, wat daarop ook gebeurde.
In 1983 hielp hij bij de oprichting van het multiraciale Verenigde Demokratiese Front (UDF) dat bestond uit allerlei groepen die verzet boden tegen de apartheid. Hiervan bleef hij lid tot de apartheid in 1991 was afgeschaft.
In 1984 organiseerde Boesak met anderen een grootschalige boycot van de landelijke verkiezingen voor kleurlingen en Indiërs. Tijdens demonstraties pleitte hij voor de vrijlating van Nelson Mandela en zette hij de blanke Zuid-Afrikanen weg als de "spirituele kinderen van Adolf Hitler." Hij werd verschillende malen opgepakt voor zijn deelname aan demonstraties en hij kreeg beperkingen opgelegd in zijn bewegingsruimte en spreekmogelijkheid.
Boesak bleef actief voor het ANC toen de apartheid begin jaren negentig werd afgeschaft en het de grootste politieke partij van Zuid-Afrika was geworden.
In 1994 werd hij betrapt op fraude met geld dat was gedoneerd door o.a. Danchurch Aid, de Coca Cola Foundation en de zanger Paul Simon aan zijn stichting Foundation for Peace and Justice. Het ging daarbij om 1,3 miljoen rand.
Daarom moest hij afzien van de post van ambassadeur bij de Verenigde Naties. In 1999 volgde een veroordeling tot zes jaar gevangenisstraf voor fraude en diefstal; van deze straf zat hij echter maar een jaar uit. In 2005 kreeg hij gratie van president Thabo Mbeki en werd zijn strafblad geschrapt.
Sinds 2004 werkt hij als predikant voor de hervormde kerk van Piketberg. Ook op politiek bestuurlijk gebied is hij nog actief.

## Erkenning
In 1985 werd hij onderscheiden met de Robert F. Kennedy Human Rights Award. In 2004 kwam hij op plaats 69 van de lijst van Great South Africans.